# Свети Теодор Тирон (Стара Загора)
„Свети Теодор Тирон“ е православен параклис в Стара Загора, парка „Аязмото“, в северния край на града. Под ведомството е на Старозагорската епархия.

## История

### Манастир
На мястото на параклиса е имало манастир през Средновековието, възникнал на мястото на древно езическо капище до голям лековит извор (аязмо). Смята се, че там е бил центърът на християнско средище, предполагаемо съставлявано от около 10 манастира и скита в околностите.
Година преди покръстването на България (863 – 864) до капището е издигнат християнски храм и в него са покръстени боляринът Цолю и дъщеря му Цветана (с християнско име Теодора). Кан (хан) Борис пристига в града и приема християнската вяра в същия християнски храм на върха на Аязмото. Храмът става първостепенен манастир (лавра) – сред 7-те главни лаври на България, построени от княз Борис-Михаил, а около нея са изградени десетина по-малки манастира – скитове. Манастирът е наречен „Св. Теодор Тирон“ (в превод от гръцки означава „млад войник“).
Многократно подлагани на опустошения от разни нашественици – главно кръстоносци, татари и османци, манастирът и околните скитове са разрушени окончателно в началото на османското владичество.

### Параклис
През 1894 г. новият старозагорски митрополит Методий учредява благотворителен комитет „Св. Йоан Милостивий“, за да възстанови значението и светостта на Аязмото. С негова помощ и с подкрепата на общината се възстановява гората. Първият камък на параклиса е поставен от митрополита на 2 май 1895 година в създадения от него парк „Аязмото“. Параклисът е наречен на името на същия светец Теодор Тирон. Методий Старозагорски е погребан непосредствено до параклиса.
Параклисът е изографисан през 1944 г. от художниците Николай Евгениевич Ростовцев и Владимир Егер. През 1949 г. благотворителният комитет е разтурен. Гората на върха е национализирана и превърната в Парк за култура и отдих „Владимир Илич Ленин“. Иконостасът в параклиса е изписан от Николай Шелехов по благословението на митрополит Климент като част от курса по иконопис в духовната академия от пролетта на 1952 г. След 1989 г. параклисът е възстановен и действа.
- Стенопис в параклиса за покръстването на княз Борис
- Гробът на митрополит Методий Кусев до църквата
- Чешмата до църквата